# Cyphochlaena
Cyphochlaena là một chi thực vật có hoa trong họ Hòa thảo (Poaceae).

## Loài
Chi Cyphochlaena gồm các loài: